# Karl Nikolaus Haas

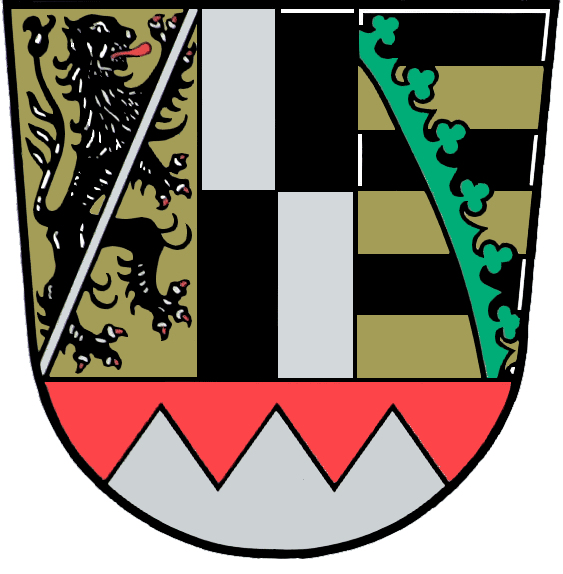
Von Karl Haas entworfenes Wappen des Bezirks Oberfranken

Karl Nikolaus Haas (* 13. Februar 1920 in Kronach; † 12. August 1991 ebenda) war ein deutscher Heraldiker, Grafiker und Verwaltungsbeamter.

## Leben
Geboren in Kronach als Sohn des Regierungsinspektors Johann Haas und Berta Haas, geb. Dippold.
Nach dem Besuch der Oberrealschule in München absolvierte er die Ausbildung zum Verwaltungsbeamten an den Landratsämtern Starnberg, Lichtenfels und Ebern. Am 8. Juli 1942 heiratete er Johanna Anna Eiffert in Fritzlar. Nach der Übernahme in den Staatsdienst war er an verschiedenen Standorten tätig, wie an den Landratsämtern Ebern, Miesbach und Kronach. Er war in verschiedenen kulturgeschichtlichen Vereinigungen engagiert. Vom 5. Februar 1977 bis zu seinem Tode war er Mitglied des Herold.

## Heraldisches Werk
Illustrationen (Wappenzeichnungen) zu Stadler: Die Wappen der oberfränkischen Landkreise und Gemeinden (1963);
 Kist: Fürst- und Erzbistum Bamberg (1962);
 Klauser-Meyer: Clavis mediaevalis (1960).
 Er gestaltete und entwarf die Wappen der Bezirke Oberbayern, Oberpfalz und Oberfranken sowie von mehr als 30 Landkreisen in Bayern und von mehreren hundert Städten, Märkten und Gemeinden in Bayern. Er zeichnete zahlreiche Familienwappen, das Wappen des Weihbischofs Martin Wiesend von Bamberg und das Wappen der Frankfurter Börse.

## Nachlass
Sein umfangreicher Nachlass befindet sich bei seiner Familie.

## Ehrungen
Auf Grund seines Engagements auf dem Gebiet der Kommunalheraldik wurde er mit der Verdienstmedaille des Bezirks Oberfranken geehrt.